# Octavio Echeverry
Octavio Echeverry (nascido em 1931) é um ex-ciclista colombiano. Representou seu país, Colômbia, no ciclismo nos Jogos Olímpicos de Verão de 1956.